# Shaggs' Own Thing
Shaggs' Own Thing es un disco recopilatorio de The Shaggs, lanzado en 1982. Contiene canciones grabadas en una sesión de 1975, la cual no había sido publicada en ese momento, debido a la muerte de Austin Wiggin, mánager y padre de las integrantes de la banda, lo que también produjo su separación. En adición a las tres hermanas Wiggin (Dot, Helen, y Betty), este álbum incluye contribuciones de sus hermanos Austin Jr. y Rachel, además del sobrino Robert.

## Historia
Shaggs' Own Thing fue publicado al inicio del sorpresivo éxito de la banda a inicios de 1980, debido al relanzamiento de su primer álbum, Philosophy of the World. Shaggs' Own Thing incluye varios covers de canciones populares de inicios de la década de los '70, a su vez, también incluye temas nuevos y una regrabación de "My Pal Foot Foot", tomada de su disco anterior. El álbum se destacó por tener una mayor variedad estilística en comparación a Philosophy of the World, a la vez que tenía un mayor nivel musical.

## Lista de canciones
Lado uno
1. "You're Somethin' Special to Me"
2. "Wheels" (cover de The String-A-Longs)
3. "Paper Roses" (cover de Anita Bryant/Marie Osmond)
4. "Shaggs' Own Thing" (versión instrumental)
5. "Painful Memories"
6. "Gimme Dat Ding" (cover de The Pipkins)

Lado dos
1. "My Cutie"
2. "Yesterday Once More" (cover de The Carpenters)
3. "My Pal Foot Foot"
4. "I Love" (cover de Tom. T. Hall)
5. "Shaggs' Own Thing (versión acapella)"